# Eugeniu Nichiforciuc
Eugeniu Nichiforciuc (n. 6 aprilie 1984) este un politician și om de afaceri din Republica Moldova, deputat în Parlamentul Republicii Moldova (2015-2021)

## Studii
Nichiforciuc a studiat timp de șase ani (2001-2007) la Faculatea Medicină generală a Universității de Stat de Medicină și Farmacie „Nicolae Testemițanu” la specialitatea medic generalist. Următorii doi ani s-a format ca licențiat (magistru) în medicină socială și management la Facultatea Medicină socială și management a aceleiași instituții. În 2007-2008, a făcut licență (magistru) în administrare publică la Academia de Administrare Publică de pe lângă Președintele Republicii Moldova.

## Carieră

### Afaceri
Eugeniu Nichiforciuc a fost vicedirector al SA „Terconvit” în perioada mai 2014 – februarie 2015. Conform RISE Moldova, el este sau a fost asociat la următoarele companii: Kipper Trans SRL (50%), Liquid Petroleum Products SRL (50%), Max Ball SRL (40%), Petrol Agent Grup SRL (75%) și Trans Agent Grup SRL (50%).
În 2017 a fost menționat în topul milionarilor (în lei moldovenești) din Parlamentul Republicii Moldova, regăsindu-se pe locul trei. Mai bine din jumătate din venituri au provenit din restituirea de către compania sa Trans Agent Grup SRL a unui împrumut de 1,73 milioane de lei și din plata unor dividente de peste 900.000 de lei.

### Activitate politică
Ca politician Eugeniu Nichiforciuc s-a manifestat după terminarea primului ciclu de studii, devenind în octombrie 2007 referent al aparatului Comitetului Central al PCRM, funcție pe care a ocupat-o până în septembrie 2009. Apoi, până în ianuarie 2010, a lucrat în Secția organizatorică și protocol al aceluiași aparat de partid.
În 2010-2011 a fost membru al Partidului Moldova Unită, condus de Vladimir Țurcan, în cadrul căruia a candidat la funcția de deputat la alegerile anticipate din 2010. A plecat din partid în 2011, acuzându-l pe Țurcan de falsificarea documentelor de la Congresul Republican. Tot atunci a aderat la Partidul Democrat din Moldova. Din mai 2012, a fost secretar general adjunct al PDM.
A participat la alegerile parlamentare din 2014 pe poziția nr. 21 în lista candidaților la funcția de deputat din partea PDM, obținând mandatul. A fost reales ca deputat la alegerile din 2019, de această nu pe listele de partid, ci pe circumscripția nr. 8 Florești.
La 14 august 2020, Nichiforciuc a fost exclus din PDM conform unei decizii a Biroului Executiv al Partidului Democrat și Fracțiunii PDM. Motivul invocat a fost lipsa acestuia de la ședințele fracțiunii PDM în Parlament și în genere de la acțiunile Partidului Democrat.

## Viața personală
Este căsătorit și are doi copii. Cunoaște limbile română (maternă), rusă (nivel avansat) și engleză (nivel începător).